# Sven Rygaard
Sven Olof Frank Rygaard, född 10 januari 1898 i Norrköping, 24 april 1991 i Lidingö församling, var en svensk reklamman.
Sven Ryggard var son till verkmästaren Frank Ole Rygaard. Efter studentexamen i Norrköping 1916 genomgick han Handelshögskolan i Stockholm 1917–1918, till han 1923 anställdes av AB Svenska telegrambyrån i Stockholm. 1925 flyttade Rygaard till Köpenhamn, där han anställdes vid annonsbyrån Erwin Wasey & Co. Han utsågs till ledare av denna firmas skandinaviska kontor 1927 och blev även ansvarig för firmans verksamhet i Tyskland, Polen och Nederländerna 1928. När firman 1929 bildade AB Ervaco i Stockholm, utsågs Rygaard till bolagets VD. Han blev 1931 vice VD vid AB S. Gumaelius annonsbyrå och var 1936–1939 huvudredaktör för reklamtidskriften Futurum. 1938 grundade Rygaard ett eget företag, Sven Rygaards annonsbyrå AB i Stockholm, vars huvuddelägare och VD han var. Från 1925 var han dessutom Vd för annonsserviceföretaget Service Cato AB i Stockholm samt från 1938 chef för dess brittiska systerbolag Cato Ltd. i London. 1940–1943 var han ordförande i Auktoriserade annonsbyråers förening. Rygaard startade 1935 tidskriften Segel och Motor och var dess ansvarige utgivare 1935–1939.